# Artiom Gusiew
Artiom Jakowlewicz Gusiew (rus. Артём Яковлевич Гусев; ur. 5 kwietnia 1982 w Rieftinskim) – rosyjski biathlonista.

## Kariera sportowa
Trzykrotny mistrz Europy w biathlonie (dwukrotnie w sztafecie). Srebrny medalista mistrzostw świata juniorów w 2002, wspólnie z Michaelem Roeschem.
W sezonie 2007/2008 zadebiutował w zawodach Pucharu Świata. Zajął wtedy 28 pozycję w sprincie, oraz najlepszą dotychczasową lokatę – szóste miejsce w biegu pościgowym.

## Osiągnięcia

### Mistrzostwa świata juniorów
| 2002 Ridnaun (Włochy) | 2. miejsce (IN), 5. miejsce (RL) |

### Mistrzostwa Europy
| 2002 Kontiolahti (Finlandia) | 5. miejsce (IN), 7. miejsce (SP), 5. miejsce (PU), 1. miejsce (RL) |
| 2008 Nove Mesto (Czechy)     | 7. miejsce (IN), 1. miejsce (SP), 2. miejsce (PU), 1. miejsce (RL) |